# Oenas sericeus
Oenas sericeus is een keversoort uit de familie van oliekevers (Meloidae). De wetenschappelijke naam van de soort is voor het eerst geldig gepubliceerd in 1790 door A. G. Olivier.